# 松本英昭
松本 英昭（まつもと ひであき、1942年2月10日 - 2023年10月23日）は、日本の自治官僚。元自治事務次官。退官後は自治総合センター理事長、第28次・第29次地方制度調査会専門小委員長、地方公務員共済組合連合会理事長、地方公務員共済組合協議会会長などを歴任した。

## 略歴
- 1960年（昭和35年） 京都府立綾部高等学校卒業
- 1963年（昭和38年） 国家公務員採用上級甲種試験（法律）合格
- 1964年（昭和39年） 東京大学法学部（行政法：田中二郎ゼミ）卒業[2]、自治省入省
- 1978年（昭和53年） 自治省大臣官房総務課長補佐
- 1979年（昭和54年） 自治省大臣官房総務課理事官
- 1979年（昭和54年）11月1日 愛媛県総務部長
- 1982年（昭和57年）8月5日 自治省大臣官房付兼大臣官房参事官
- 1982年（昭和57年）8月15日 国土庁地方振興局総務課過疎対策室長
- 1983年（昭和58年）7月1日 国土庁地方振興局特別地域振興課長
- 1984年（昭和59年）8月1日 自治省行政局公務員部福利課長
- 1986年（昭和61年）7月11日 自治省財政局指導課長
- 1987年（昭和62年）10月1日 自治省財政局地方債課長
- 1989年（平成元年）4月1日 自治省行政局行政課長
- 1990年（平成2年）7月2日 自治省大臣官房審議官（共済担当）
- 1993年（平成5年）1月8日 自治省大臣官房審議官（財政担当）
- 1993年（平成5年）10月16日 自治省大臣官房総務審議官
- 1994年（平成6年）7月17日 国土庁地方振興局長
- 1995年（平成7年）8月1日 自治省行政局長
- 1998年（平成10年）1月6日 自治事務次官
- 1999年（平成11年）8月14日 退官
- 2012年（平成24年） 瑞宝重光章を受章[1]
- 2023年（令和5年）10月23日、誤嚥性肺炎のため千葉県市川市の病院で死去[3]。81歳没。

## 人物
1979年に大臣官房総務課長補佐だった際の青田買いは官庁で話題となっており、同年の大蔵省入省者曰く「東大法学部に何度も足を運び、ここぞと思う人物には電話もかけて説得していた。大蔵省に行くのが決まっていたが、情熱と人柄にホダされて自治省へ行った者もいた」という。この年は18人中17人が東大法学部で占めた。

## 著書
- 『地方自治演習講座 第1巻 地方自治法』（久世公堯と共著、第一法規出版、1970年）
- 『演習 地方自治法』（久世公堯と共著、第一法規出版、1977年）
- 『現代地方自治全集 第5巻 地方公共団体の予算』（ぎょうせい、1979年）
- 『実務地方自治法講座11 改正地方自治法』（編著、ぎょうせい、1993年）
- 『21世紀の地方自治を語る――分権型社会を担う人々へ』（塩野宏、石原信雄と共著、ぎょうせい、2000年）
- 『市町村合併特例法改正のすべて』（ぎょうせい、2000年）
- 『新地方自治制度詳解』（ぎょうせい、2000年）
- 『市町村合併の特例のすべて』（ぎょうせい、2002年）
- 『入門地方自治法』（学陽書房、2003年）
- 『道州制ハンドブック』（監修、ぎょうせい、2006年）
- 『要説地方自治法――新地方自治制度の全容〔第6次改訂版〕』（ぎょうせい、2009年）
- 『地方自治法の概要〔第3次改訂版〕』（学陽書房、2009年）
- 『新版 逐条地方自治法〔第5次改訂版〕』（学陽書房、2009年）